# Bartłomiej Janowicz Lewoń
Bartłomiej Janowicz Lewoń herbu Gozdawa (zm. ok. 1574 roku) – dworzanin hospodarski,  sędzia ziemski upicki od 1566 roku.
Poseł na sejm 1570 roku z województwa trockiego. Był wyznawcą kalwinizmu.